# Perineus macronecti
Perineus macronecti är en insektsart som beskrevs av Ricardo L. Palma och Pilgrim 1988. Perineus macronecti ingår i släktet Perineus och familjen fjäderlöss. Inga underarter finns listade i Catalogue of Life.